# Tabanović (miasto Šabac)
Tabanović (cyr. Табановић) – wieś w Serbii, w okręgu maczwańskim, w mieście Šabac. W 2011 roku liczyła 1289 mieszkańców.